# Kresz Gézáné
Kresz Gézáné (születési neve: Norah Drewett) (Sutton, 1882. június 14. – Budapest, 1960. április 24.) angol származású zongoraművésznő.

## Életpályája
Párizsban Alphonse Duvernoy tanítványa volt. 1902–1914 között Franciaországban, Angliában, Németországban, Svájcban és Hollandiában vett részt hangversenyeken. Az első világháború (1914–1918) alatt Berlinben élt. 1923–1935 között Torontóban élt. 1927-ben Edmontonban négy férfi zongoristával (Ernest Seitz, Viggo Kihl, Reginald Stewart és Alberto Guerrero) játszott egy zongoraegyüttes előadásában. 1928–1935 között a Torontói Konzervatóriumban és a Hamburgi Konzervatóriumban tanított. 1930–1931 között Európában is hangversenyezett, többek közt Budapesten. 1935-től Budapesten élt és koncertezett. 1938–1941 között a Nemzeti Zenede tanára volt. 1947-től ismét Torontóban dolgozott. 1959-ben hazatért.
Claude Debussy, Maurice Ravel műveinek egyik korai előadójaként volt ismert. Éveken át a Chesterian című angol zenelap budapesti tudósítója volt.

## Családja
Szülei Samuel Drewett és Magna Sieverto voltak. Férje 1918-től Kresz Géza (1882–1959) hegedűművész volt, akihez 1918-ban Berlinben ment nőül. Közösen számos szonátaestet rendeztek. Lányuk, Kresz Mária (1919–1989) néprajzkutató, muzeológus volt.

## Fordítás
- Ez a szócikk részben vagy egészben  a   Norah Drewett de Kresz című angol Wikipédia-szócikk ezen változatának fordításán alapul.  Az eredeti cikk szerkesztőit annak laptörténete sorolja fel. Ez a jelzés csupán a megfogalmazás eredetét és a szerzői jogokat jelzi, nem szolgál a cikkben szereplő információk forrásmegjelöléseként.
- Ez a szócikk részben vagy egészben  a   Norah de Kresz című német Wikipédia-szócikk ezen változatának fordításán alapul.  Az eredeti cikk szerkesztőit annak laptörténete sorolja fel. Ez a jelzés csupán a megfogalmazás eredetét és a szerzői jogokat jelzi, nem szolgál a cikkben szereplő információk forrásmegjelöléseként.